# 飓风伊莎贝尔对弗吉尼亚州的影响
飓风伊莎贝尔对弗吉尼亚州的影响创下该州因灾难损失最为惨重的新纪录，截止2014年2月上旬，这项纪录仍然得以保持。飓风伊莎贝尔于2003年9月6日在大西洋热带海域的佛得角附近由一股东风波发展而成。系统朝西北方向前进，进入一片水温较高且风切变很弱的环境后稳步加强，于9月11日达到风速每小时270公里的最高强度。经过四天的强度波动后，飓风逐渐减弱，于9月18日在北卡罗莱纳州的外滩群岛以风速每小时165公里的强度登陆。风暴登陆后迅速减弱，于次日在宾夕法尼亚州西部转变为温带气旋。
飓风产生的狂风对全州99个县和城市产生了影响，刮倒了成千上万的树木，导致约180万人失去电力供应。风暴潮冲击了该州东南部大部分地区，里士满的詹姆斯河沿岸达到最高的2.7米左右，导致河道沿岸的民宅严重受损。奥古斯塔县的降雨量高达513毫米，比这场风暴给全美其他任何地区带去的降雨量都多。在该州山区，强降雨导致严重且极具破坏性的山洪爆发。伊莎贝尔共计给全州造成了约18.5亿美元（2003年美元，相当于30.6億2025年美元）的巨额损失，还直接导致10人丧生，间接引起26人遇难。

## 防灾措施
伊莎贝尔登陆4天前，大部分计算机模拟都预测飓风将在北卡罗莱纳州到新泽西州之间登陆。起初的预测认为风暴将沿切萨皮克湾海岸线行进，不过预测的路线比最终的实际路线距陆地要近得多。美国国家飓风中心于伊莎贝尔吹袭陆地约50小时前向从北卡罗莱纳州和弗吉尼亚州边境到阿可麦克县钦科蒂格（Chincoteague）接近马里兰州边界之间地区发布了飓风观察预警，其中还包括切萨皮克湾的南部。飓风登陆前18小时，美国国家飓风中心将所有沿海地区的飓风观察预警升级为飓风警告。另外，弗吉尼亚州中南部内陆地区也收到了飓风警告或热带风暴警告。美国国家气象局驻苏塞克斯县办公室向四个县发布了三份龙卷风警告，不这最终这几个县都没有出现龙卷风。该办公室还发布了两份全县范围的洪水警报，并向多条河流流域发布了43份洪水警报和公告。
弗吉尼亚州紧急事务管理局于9月15日启动，这时距伊莎贝尔登陆并进入该州还有约三天时间。汉普顿官员于9月17日发布了该州首份强制撤离令，这时距飓风登陆还有35小时。11小时后，切萨皮克、诺福克和弗吉尼亚海滩部分居民收到了强制撤离令，官员还建议 怀特岛县、诺森伯兰县、里奇蒙县、约克县和萨福克的部分居民撤离。9月17日晚，州长马克·沃纳授权所有的撤离建议变为强制撤离令。到9月18日晚伊莎贝尔进入弗吉尼亚州境内时，阿可麦克县、格洛斯特县、兰开斯特县、马修斯县、威斯特摩兰县、钦科蒂格、纽波特纽斯、普庫森市和朴次茅斯都收到了撤离令。下令疏散的主要包括滨水沿线，容易受到水淹的区域，可能受到二级飓风产生的风暴潮影响的地区，低洼地区，卫生保健设施以及岛屿上的居民。政府官员通过利用联邦紧急事务管理局、美国陆军工程兵团和美国国家气象局开发的风暴潮影响计算机模拟工具和疏散地图、避难所地点以及人员撤离所需时间来确认需要对哪些地带加以疏散。
虽然政府下达了强制撤离令，但只有很少数量的居民因这场飓风而撤离。美国商务部进行的一次电话调查结果显示，人员撤离比例最高的是该州东北部，切萨皮克湾西海岸的诺森伯兰县、里奇蒙县、兰开斯特县和威斯特摩兰县可能受到二级飓风所产生风暴潮影响的地区，接受调查的居民中有41%表示自己离开家园前往了更安全的地点。萨里县的萨里镇（Surry）可能受二级飓风所产生风暴潮影响的地区仅有9%的受访者撤离。所有受访者中居住在弗吉尼亚州东岸的居民共有30%离开。受访者表示，自己是否撤离主要是考虑伊莎贝尔的行进路线、强度以及媒体的报道。不过，大部分接受调查的居民都表示自己在家中时没有从政府官员那里收到任何撤离通知。接受采访的所有撤离人员中有约64%前往朋友或亲戚家暂避，约24%住进了酒店或汽车旅馆。汉普顿和诺福克撤离的居民中大部分前往州内的其他地区，而东北部切萨皮克湾沿岸四县疏散的居民大部分的目的地就是自己的邻居家或是还留在同一个社区。而该州东海岸撤离的居民中有23%前往马里兰州，46%留在邻居家或还是待在自己居住的社区。各地人员撤离花费的时间从几个小时到两天不等，撤离过程中遇到的最严重问题就是道路封闭或水淹。弗吉尼亚州陆军国民警卫队和州警务人员对居民撤离提供协助。弗吉尼亚州东南部共有16万居民得知需要撤离，其中包括11000位居住在切萨皮克湾沿岸容易受到风暴冲击地区的居民，以及纽波特纽斯和切萨皮克所有住在移动房屋中的居民。共有约16325人疏散到了67个紧急避难所，这里出现的问题包括物资短缺，意料之外的医疗问题，过度拥护以及缺乏安全感。

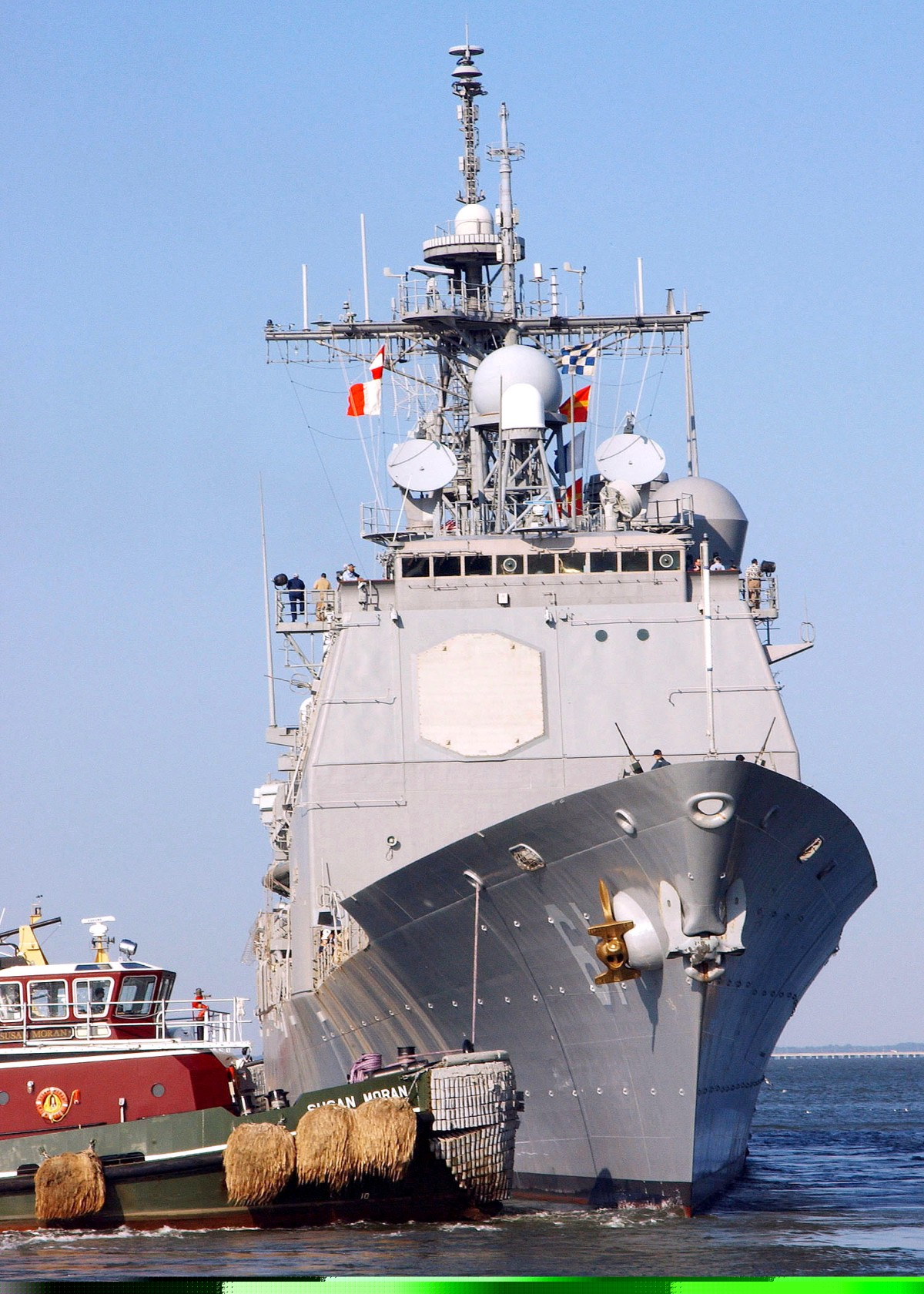
美国海军提康德罗加级导弹巡洋舰蒙特雷号在伊莎贝尔来袭前驶离港口

驻扎在诺福克的美国海军官员下令超过40艘驱逐舰、护卫舰和两栖舰艇出海避免任何这场飓风可能造成的损害。由于可能出现洪灾，汉普顿兰利空军基地官员下令约6000位工作人员撤离到其他地方。约350位国民警民队工作人员对该州南部的船主提供协助。马修斯县有两位船主在试图保护船只时出现了心脏病发几乎丧命。官员向全州居住在洪水易发地区的居民发放了沙袋，其中单亚历山德里亚就分发了约10000个沙袋。切萨皮克湾隧桥在飓风到来前关闭，蓝岭山行车通道沿线的所有露营地和罗阿诺克的主要大道也同样予以封闭。钦科蒂格知名马种钦科蒂格小马也由志愿消防员带到了比原本栖息地要高6.1米的地方。政府官员关闭了学校、政府机关以及该州东部的商户和企业，这导致一些道路严重拥挤，同时许多街道上又空无一人。此外，官员还取消了华盛顿地铁、弗吉尼亚铁路快运和美铁的多趟列车以及进出里士满国际机场的多架航班。

## 影响
飓风给弗吉尼亚州共计造成了高达18.5亿美元（2003年美元，相当于30.6億2025年美元）的损失。全州有1186户家宅和77家商户被毁，9110套住房和333家商店严重受损，还有10万7908套民房和上千家店铺受到了轻度破坏。风暴在全州产生的碎屑估计可以装满66万台自卸车，至少有10人直接因这场飓风丧生，还有成百上千的居民受伤。共有180万电力用户失去电力供应，电力设施的损失共计达到1.28亿美元（2003年美元，相当于2.12億2025年美元）。道明尼弗吉尼亚电力公司报告有2311根电线杆断裂，3899条横臂折断，还有7363条电线杆倒塌，主要配电线路有72%损坏。此外，伊莎贝尔还造成了总额约1.17亿美元（2003年美元，相当于1.94億2025年美元）的农业损失。

### 汉普顿锚地都会区和德尔马瓦半岛

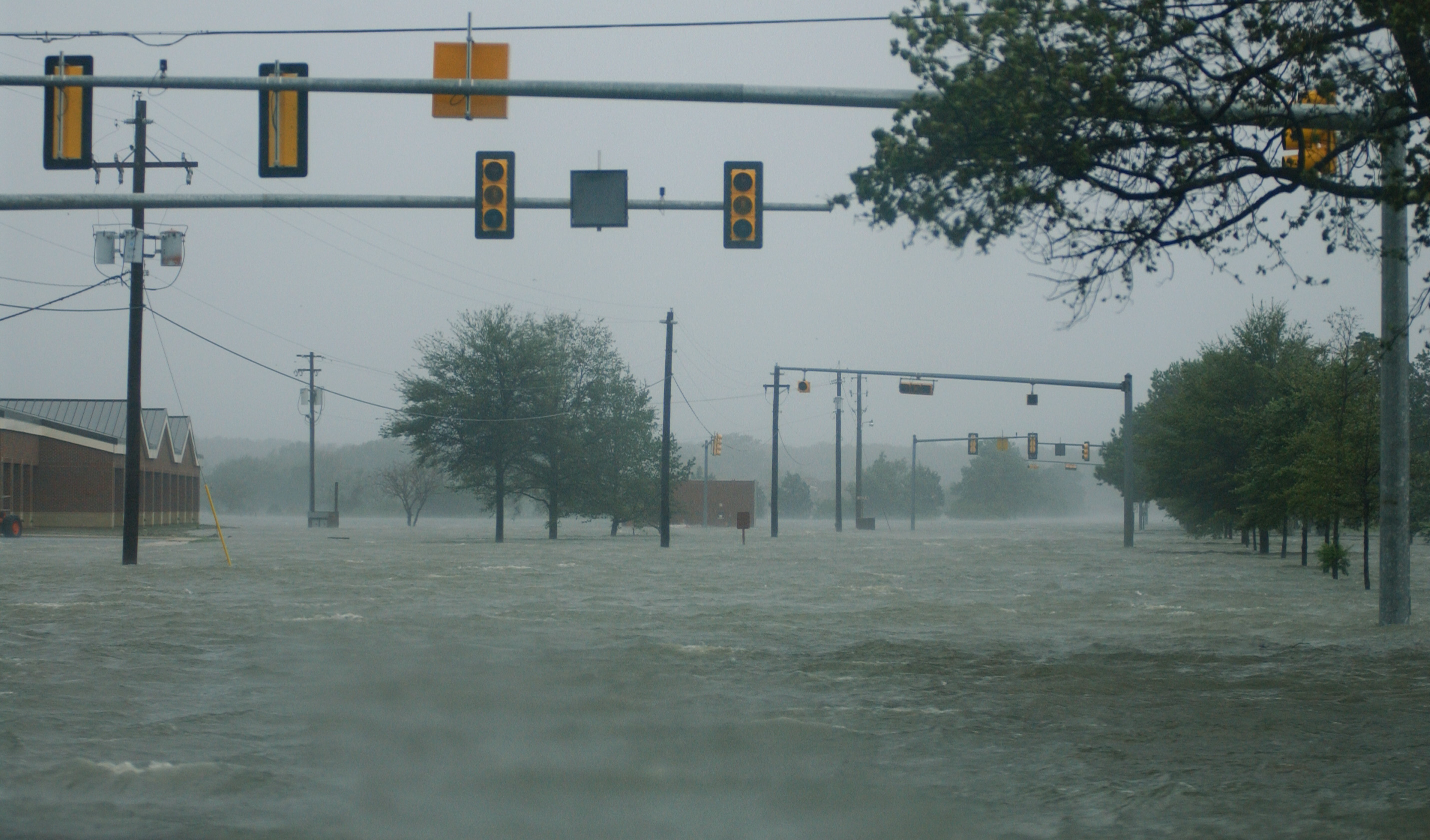
兰利空军基地因飓风导致的洪水

伊莎贝尔给弗吉尼亚州东海岸带去了狂风，瓦勒普斯岛上持续风速为每小时80公里，阵风时速达到100公里。其他地区有报告更高的阵风时速，其中钦科蒂格达到最高的114公里，但这些数据没有得到官方证实。降雨量相对较少，诺森伯兰县的希思维尔（Heathsville）记录到51毫米。费希尔曼岛（Fisherman Island）上飓风产生的风暴潮有1.3米高，该岛大部分地区被淹。海浪和风暴潮相结合，造成了轻度海岸侵蚀和冲蚀。北安普顿县报告遭受了价值1000万美元（2003年美元，相当于1656萬2025年美元）的农作物损失，阿可麦克县有一名男子因树砸在自己的移动房屋上而死亡。
飓风给汉普顿锚地区域带去了强烈的风暴潮，其中切萨皮克湾隧桥报告的高度有2.3米，格洛斯特县格洛斯特波因特（Gloucester Point）达到最高的2.5米。还有一些地方报告出现了更高的风暴潮，如怀特岛县小镇史密斯菲尔德（Smithfield）就报告了3.28米的估计高度，但这些数据同样没有得到官方证实。一些地方的风暴潮打破了之前1933年切萨皮克－波托马克飓风创下的纪录。不过，伊莎贝尔在穿越弗吉尼亚州时虽然仍有飓风强度，但其在格洛斯特波因特产生的最强持续风速只达到了每小时110公里，距飓风最低强度标准还差6.4公里。多个地区记录到了飓风强度的阵风，格洛斯特波因特记录到的时速有146公里，非正式报告中格温斯岛（Gwynns Island）的阵风时速达到了最高的172公里。此外，弗吉尼亚海滩以东19公里的切萨皮克灯塔也报告了时速172公里的阵风。汉普顿锚地因风暴普降暴雨，詹姆斯市县降雨量达到270毫米。伊莎贝尔的外围雨带在诺托韦县的克鲁（Crewe）附近催生出一个宽46米，藤田级数为的龙卷风，这是飓风途经该州生成的的唯一一次经证实的龙卷风。不过诺福克市内有许多民众报告称该市也出现了龙卷风。该龙卷风持续时间很短，并且没有造成已知的破坏。海上出现了6.1米高的巨浪，汉普顿、纽波特纽斯以及切萨皮克湾西海岸的多个地点因此出现严重的海岸侵蚀。
弗吉尼亚海滩第15街的渔船码头因强烈的海浪而严重受损，诺福克县欧申维尤（Ocean View）区域历史悠久的哈里森码头（Harrison's Pier）也被完全摧毁。海浪和风暴潮令许多私人或公共码头受损或被毁，巴克罗比奇和林恩海文各有一处码头被毁。中等强度的大风导致海滨住宅和酒店的墙板受到轻度损伤。弗吉尼亚海滩由于之前进行了耗费1.25亿美元的沙滩扩建工程，因此出现的海岸侵蚀和沿海洪水都很轻微。汉普顿锚地区域有多座桥梁因飓风而封闭。强烈的风暴潮突破了中城隧道的防洪闸，当时工人试图关闭防洪闸，但伊丽莎白河（Elizabeth River）近17万立方米的洪水仅用40分钟就完全淹没了隧道，不过所有工人都勉强逃出生天，洪水对隧道造成严重破坏，导致之后封闭了近一个月。
暴雨导致内陆出现中等到严重程度的洪灾，美国国道460位于乔治王子县境内路段、美国国道17以及其它多条道路都出现了严重的水淹。降雨导致河流泛滥，里万纳河（Rivanna River）和詹姆斯河沿岸出现轻度到中度洪水，阿波马托克斯河（Appomattox River）沿岸有中等程度洪水，梅赫林河（Meherrin River）、诺托韦河（Nottoway River）和布莱克沃特河（Blackwater River）流域有中等到严重程度洪水。怀特岛县有位司机试图开车从洪水高涨的詹姆斯河大桥上通过，但洪水将车冲离了路面，该司机也因此丧生。
规模异常之大的风场将成千上万的树木连根拔起，刮倒了许多供电线路，导致成百上千的房屋受损，数千条电线杆和横臂折断。包括主要高速公路在内的数百条道路被倒塌的树木封死。纽波特纽斯的一处应急避难所因大风而出现轻度损伤。新肯特县和霍普维尔各有一人被倒塌的树木砸死。汉普顿锚地的大部分交通信号灯因停电而失效，引发了多起较为轻微的交通事故。此外，由于停电令油泵无法工作，大部分加油站也因此关闭。奥多明尼昂大学因在风暴中受损和电力供应上的问题而关闭了两个星期，创下该校一学期中封闭时间的新纪录。同时诺福克州立大学、瑞金大学、潮水社区学院和东弗吉尼亚医学院都因在风暴中受损和电力供应匮乏而关闭了很长时间。

### 北部
弗吉尼亚州东北部切萨皮克湾沿岸四县报告出现了漏斗云。飓风在该州北部沿海产生了强烈的风暴潮，其中亚历山德里亚达到2.9米高。北部降水相对较少，从25至75毫米不等。
风暴潮冲毁了费尔法克斯县的160套房屋和60套公寓，还有2000套因洪水而受到轻度到重度的破坏。大浪摧毁了斯塔福德县的5个游艇码头，还打破了许多停在码头的船只，亚历山德里亚的许多商户被淹，游艇码头也受到严重影响。公司位于威廉王子县境内的一段铁轨也被波浪冲进了波托马克河。
整个亚历山德里亚有许多树木被强烈的阵风吹倒，导致了约200万美元（2003年美元，相当于331萬2025年美元）的损失。阿灵顿县因洪灾和树木倒塌而有两套房屋被毁，192套受损，其中46套破损严重。风暴潮淹没了里根国家机场的一处停车场。该县共计遭受了250万美元（2003年美元，相当于414萬2025年美元）的损失。费尔法克斯市区有15户民宅因被倒下的树木砸中而严重受损，费尔法克斯县受到的经济损失达到1800万（2003年美元，相当于2981萬2025年美元）美元。乔治王县的四套房屋和20户商铺严重受损，还有150至200户因风害或树木倒塌而受到了不同程度的破坏。强烈的阵风迫使哈里·W·尼斯州长纪念大桥暂时封闭。威廉王子县有七户民宅被毁，还有24套房屋和三家商店受到严重破坏，多条道路因树木倒塌而封闭。匡蒂科海军陆战队基地也因洪水冲毁码头以及树木砸中建筑物和车辆而受到了价值950万美元（2003年美元，相当于1573萬2025年美元）的损失。此外，在斯塔福德县，树木倒塌导致31套房屋严重受损，68套轻微受损。马修斯县一处避难所的部分屋顶被吹飞。诺森伯兰县希思维尔的一家NOAA气象广播电台因停电而中断服务数天之久。

### 中部和西南部

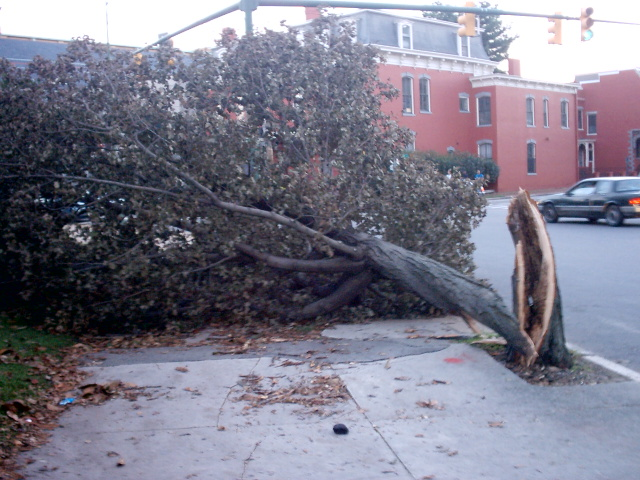
里士满一棵倒塌的树

恩波里亚附近报告出现了一场龙卷风，但这一消息之后没有得到证实。风暴潮一直深入到该州中部，詹姆斯河位于里士满境内河段的一个监测站报告的估计浪高达到2.7米，这里距该河流入的切萨皮克湾还有166公里。此外，有大范围地区降雨量超过130毫米，导致多条河流泛滥。里士满的单日降雨量创下了新的纪录。整个中部都报告出现了狂风，里士满国际机场的阵风时速达到117公里。
詹姆斯河沿岸有许多民宅受到风暴潮的严重破坏，还有一些甚至被摧毁，其中又以萨里县的克莱蒙特（Claremont）和布尔维尔斯湾（Burwells Bay）特别严重。多条河流的潮汐无论是在高度还是强度上都令部分居民措手不及。亨利科县有一名男子因车辆冲入泛滥的溪流而被淹死。
狂风吹倒了许多树木，其中有部分倒在房屋或汽车上。强风将阿米利亚县的一套移动房屋从地基上吹离并摧毁。切斯特菲尔德县和里士满市区各有一人被倒塌的树木砸死。倒塌的树木压倒了许多电线，里士满地区的道明尼弗吉尼亚电力公司客户中有36.5万户停电。里士满勇士队的主场钻石球场有部分屋顶受到狂风的破坏。
在弗吉尼亚中部，道路湿滑还引发了多起交通事故。95号州际公路上有一位司机因滑水而撞车身亡。阿米利亚县的一段很受欢迎的森林木桥也遭一棵倒塌的橡树砸毁，这座木桥是蒙蒂塞洛物业的一部分。该县还有两名男子因在暴雨中驾车驭离马路撞到树上而丧生。切斯特菲尔德县有一位男子被树砸死。弗卢万纳县南部也有一辆车撞到树上，车上三人遇难。在之后的统计中，这些人员死亡事件都属于风暴间接造成。
弗吉尼亚州中南部因强风而导致了大面积风害，刮倒了许多树木，导致电力供应中断。坎贝尔县有两套房屋被毁，另外十套受到轻度破坏。阿默斯特县有一套住宅受到轻度损伤，阿波马托克斯县报告有一户民宅严重受损。白金汉县有一套民宅被毁，三户破坏严重，还有一家商户受到轻度损伤。夏洛特县有两套民房被毁，30户严重受损，五户商家受到轻度破坏。风暴还摧毁了皮茨尔瓦尼亚县的一套住宅，另有20套受损，三家商店严重受损，还造成了一些农作物的损失。整个地区遭受的经济损失约为300万美元（2003年美元，相当于497萬2025年美元）。

### 谢南多厄河谷
飓风伊莎贝尔强烈的雨带令整个谢南多厄河谷普降暴雨，奥古斯塔县的上谢南多厄降雨量高达513毫米，比这场风暴给全美其他任何地区带去的降雨量都多。该地区的持续风速在每小时40到80公里之间，阵风时速则达到97公里左右。强风刮倒了许多树木，切断了多条供电线路，导致部分地区停电。
降雨导致了大规模山洪爆发以及包括南河（South River）多条支流在内的河流泛滥。降雨还导致地势较高的区域出现大面积的地表径流，引发的洪水淹没了应急溢洪道。有四个溢洪大坝被淹，造成了一定程度的破坏，但都没有因此失效。米尔溪（Mill Creek）大坝的水位超过应急溢洪道0.76米，给大坝造成了价值12.5万美元（2003年美元，相当于20.7萬2025年美元）的破坏。洪水以每小时97公里的速度冲下布莱克溪（Black Creek），冲毁了溪上的桥梁，还冲蚀掉了弗吉尼亚州608号州道多个路段的沥青。南河的韦恩斯伯勒河段水位迅速上涨至4.2米，摧毁了四座桥梁，市中心商业区的积水有0.61到0.91米。应急管理人员为此疏散了300人，洪水还造成了25万美元（2003年美元，相当于41.4萬2025年美元）的财物损失。整个奥古斯塔县共有约350人撤离，其中21人是乘船。该地区的公路和公用设施估计受到了100万美元（2003年美元，相当于166萬2025年美元）的损失。有13套房屋被毁，三家商铺和64户民宅受到严重破坏，还有些人家里的淤泥超过30厘米深。谢南多厄河谷共计遭受了约2900万美元（2003年美元，相当于4803萬2025年美元）的损失。哈里森堡一位划独木舟的男子因遭遇洪水而淹死，罗京安县也有两人试图乘马车经过一座桥梁时淹死。此外，洪灾还导致了25到30头牲畜死亡。

## 善后

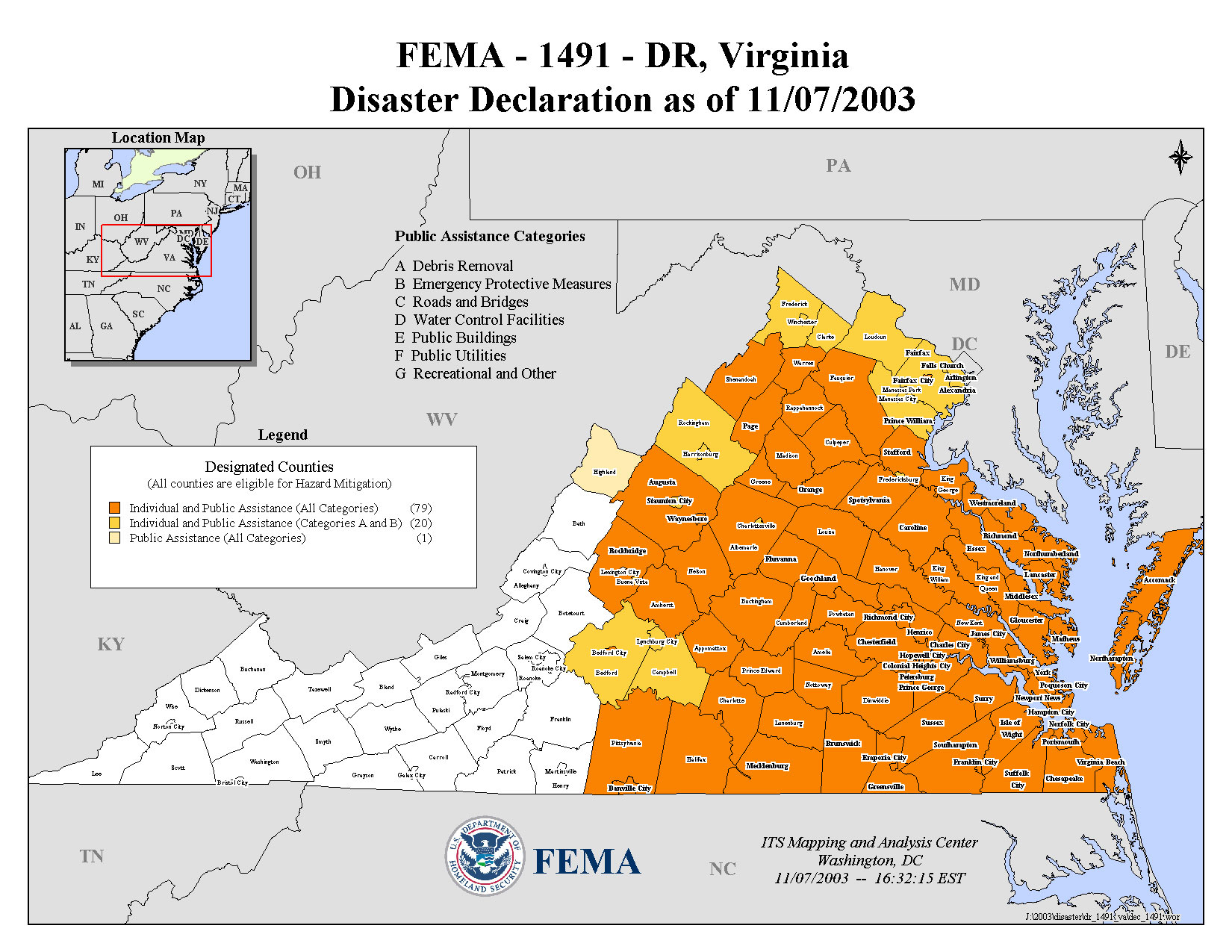
弗吉尼亚州可以获得救灾援助的县和市

伊莎贝尔穿越弗吉尼亚州当天，美国总统乔治·沃克·布什宣布该州的18个县和14个独立市为灾区，这些地区的居民和企业主因此可以获得联邦基金的援助。此外，联邦紧急事务管理局还向31个司法管辖区的州和地方政府提供联邦资金，支付杂物清理和飓风相关紧急服务合理成本的75%，这其中还包括支付应联邦政府请求进行的应急工作费用。之后又有其他多个司法管辖区相继成为灾区，根据之后的损失报告，截止9月22日，全州共有99个司法管辖区可以获得救灾援助。联邦紧急事务管理局还会发布包括安全提示在内的飓风相关公告，并告知民众除去有害物质的方法。飓风过去12天后，联邦紧急事务管理局共向该州受风暴影响的地区发放了超过290万公斤冰块和5300立方米饮用水。全州有8个地区开设了灾难恢复中心，向人们提供飓风过后的相关附加信息，共计收到了超过1850份咨询。超过350名联邦紧急事务管理局的监查人员前往受到影响的居民家中对伊莎贝尔造成的破坏进行评估，到2003年9月底已完成约12000次评估。为了解决电力供应的问题，联邦紧急事务管理局在受灾的关键公共设施处安装了共28台发电机，给社区居民维生创造便利。。风暴过去四个月后，受灾地区共有93139人申请了救灾援助，20417人到访过灾难援助中心。小型企业管理局共批准了超过3000份低息灾害贷款，总计数额达到7400万美元（2003年美元，相当于1.23億2025年美元）。联邦政府提供了1.05亿美元（2003年美元，相当于1.74億2025年美元）用于清理碎屑、应急防护服务和永久性工程，并批准了2590万美元（2003年美元，相当于4290萬2025年美元）用于购买维生用品，如饮用水、冰块以及关键公共设施的发电机等。此外政府还提供了总额3200万美元（2003年美元，相当于5300萬2025年美元）的资金援助，用于临时租房补助和最小限度的房屋修整。
多个志愿机构来到弗吉尼亚州对飓风善后提供协助，伊莎贝尔过境约10天后，义工已经向受灾居民提供了55万顿正餐，风暴过后长达4个月的清理作业期间，他们一共提供了超过93.3万顿正餐。超过十个志愿机构在弗吉尼亚州积极救灾志愿组织的协调下帮助全州各地进行碎屑清理工作。
道明尼弗吉尼亚电力公司马上就投入了11000名工作人员，开始对飓风造成的大规模停电进行恢复，这些工人每天工作14到16小时。风暴过去两天后，供电仍未恢复的用户减少到90万。再过了三天，这个数字减少到58.4万，再过五天后，停电用户总数进一步下降至16万，其中大部分都居住在汉普顿锚地都会区。全州有三人因在通风不畅的室内操作发电机而导致一氧化碳中毒身亡。
由于风暴潮和暴雨导致水域污染，弗吉尼亚州卫生部门开始禁止在切萨皮克湾属该州管辖的范围内以及所有流入该湾的河流中采集贝类。